# Berberis schochii
Berberis schochii är en berberisväxtart som först beskrevs av Hand.-mazz., och fick sitt nu gällande namn av J. E. Laferriere. Berberis schochii ingår i släktet berberisar, och familjen berberisväxter. Inga underarter finns listade i Catalogue of Life.